# NGC 4602
NGC 4602 ist eine 11,8 mag helle Balkenspiralgalaxie vom Hubble-Typ SBbc im Sternbild des Jungfrau auf der Ekliptik, die etwa 109 Millionen Lichtjahre von der Milchstraße entfernt ist. 
Sie wurde am 17. April 1784 von deutsch-britischen Astronomen Wilhelm Herschel mit einem 18,7-Zoll-Spiegelteleskop entdeckt, der sie als „not F, L, lE, lbM, r“ beschrieb.